# Robert Seethaler
Robert Seethaler (Bécs, 1966. augusztus 7. –) osztrák-német író, forgatókönyvíró és színész.

## Élete
Robert Seethaler munkáscsaládban nőtt fel a bécsi tizedik kerületben, Favoritenben. Édesanyja titkárnő volt, édesapja lakatos és fafaragó. Veleszületett szembetegsége (mínusz 18-19 dioptria) miatt többször megműtötték a szemét, és vakok és gyengénlátók általános iskolájába járt, mielőtt átkerült volna egy gimnáziumba, amelyet tizenöt éves korában hagyott el. Ezt különböző munkahelyek és tartózkodási helyek követték, például eladói tanoncként kezdett dolgozni, majd kifutófiú volt a Kurier című osztrák napilapnál, ahol rövid szövegeket is írt a sportrovatba. Ezután néhány hónapra Izraelbe ment, ahol egy pulykafarmon dolgozott. Egy ideig gyógytornászként dolgozott és lemezeket árult. Később érettségizett, és pszichológiát kezdett tanulni, amit azonban abbahagyott.
Seethaler a bécsi Volkstheater színművészeti iskolájába járt, és számos filmes és televíziós produkcióban, valamint bécsi, berlini, stuttgarti és hamburgi színházakban szerepelt. A televíziónézők „Dr. Kneissler” néven ismerik az Ein starkes Team című sorozatban. 2015-ben Robert Seethaler Rachel Weisz, Michael Caine, Harvey Keitel, Jane Fonda és Paul Dano mellett Luca Moroder szerepében szerepelt Paolo Sorrentino Youth című játékfilmjében, amely ugyanebben az évben elnyerte az Európai Filmdíjat (legjobb film, legjobb rendező). 2004-ben Robert Seethaler részt vett a müncheni Drehbuchwerkstatton (Forgatókönyvíró műhely), ahol az ott kidolgozott Heartbreakin´ című forgatókönyves bemutatkozóját Tankred Dorst-díjjal tüntették ki. Ugyanebben az évben Seethaler irodalmi munkássága a Heartbreakin´ alapján készült Die Biene und der Kurt című regényével kezdődött. Ezt követte a Die weiteren Aussichten, a Jetzt wirds ernst és a Der Trafikant (Kein & Aber), valamint az Ein ganzes Leben, Das Feld, Der letzte Satz (Hanser Verlag) és a 2023-as Das Café ohne Namen (Claassen/Ullstein) című regények.
2016-ban Seethaler ötödik regénye, az Ein ganzes Leben („Egy egész élet”) a 2016-os Nemzetközi Booker-díj jelöltjei közé került.
2023-ban ő volt az első német nyelvű szerző, aki Le Café sans Nom („A névtelen kávéház”) című művével mind a Médicis-díj, mind a Femina-díj franciaországi döntőjébe jutott.
2022. március 3-án Robert Seethaler megkapta az Osztrák Köztársaságnak tett szolgálataiért járó arany érdemérmet. Ő az egyik első aláírója a Scholz szövetségi kancellárhoz az ukrajnai orosz inváziót követően intézett nyílt levélnek, amelyben 2022. április 29-én figyelmeztetett az Ukrajnába irányuló nehézfegyverek további szállítására.
Robert Seethaler Berlinben és Bécsben él. Egy 2009-ben született fiú édesapja.

## Művei

### Regények
- Die Biene und der Kurt, Kein & Aber, Zürich 2006, ISBN 3-0369-5155-5
- Die weiteren Aussichten, Kein & Aber, Zürich 2008, ISBN 978-3-0369-5525-4
- Jetzt wird’s ernst, Kein & Aber, Zürich 2010, ISBN 978-3-0369-5574-2
- Der Trafikant, Kein & Aber, Zürich 2012, ISBN 978-3-0369-5645-9
  - A trafikos – Park, Budapest, 2018 · ISBN 9789633554593 · Fordította: Blaschtik Éva
- Ein ganzes Leben, Carl Hanser Verlag, München 2014, ISBN 978-3-446-24645-4
  - Egy egész élet – Park, Budapest, 2017 · ISBN 9789633552896 · Fordította: Blaschtik Éva
- Das Feld, Hanser Berlin/München 2018, ISBN 978-3-446-26038-2
- Der letzte Satz, Hanser, Berlin 2020, ISBN 978-3-446-26788-6
- Das Café ohne Namen, Claassen, Berlin 2023, ISBN 978-3-546-10032-8
  - A névtelen kávéház – Park, Budapest, 2025 · ISBN 9789636330910 · Fordította: Blaschtik Éva

### Forgatókönyvek
- Die zweite Frau, Sperl & Schott Film, 2008
- Heartbreakin’
- Harry Stein

## Fordítás
- Ez a szócikk részben vagy egészben  a   Robert Seethaler című német Wikipédia-szócikk fordításán alapul.  Az eredeti cikk szerkesztőit annak laptörténete sorolja fel. Ez a jelzés csupán a megfogalmazás eredetét és a szerzői jogokat jelzi, nem szolgál a cikkben szereplő információk forrásmegjelöléseként.